# Hellings Mwakasungula
Hellings Mwakasungula (Lilongwe, 5 maggio 1980) è un ex calciatore malawiano, di ruolo centrocampista.
Nell'aprile 2019, sebbene si sia ritirato dall'attività agonistica anni prima, è stato squalificato a vita dalla FIFA con l'accusa di aver manipolato i risultati di alcuni incontri.